# Grenen
Grenen nord for Skagen er spidsen af Skagens Odde. Grenen dannes af sand, der af havet transporteres nordpå langs hele Jyllands vestkyst. Odden vokser gennemsnitligt med ca. 10 meter om året i nordøstlig retning mod Sverige.
Ved Grenen mødes Skagerrak og Kattegat, og det kan ses på bølgerne, der kommer fra hver sin side. Det skaber voldsomme strømforhold, hvorfor det er strengt forbudt og forbundet med livsfare at bade der. Man kan dog godt soppe og prøve at stå med én fod i Skagerrak og én fod i Kattegat.
Grenen er et populært udflugtsmål. Mange turister flokkes i sommerhalvåret på grenens yderste spids. En del er fragtet derud med Sandormen – traktorer med passagervogne, der kører i pendulfart mellem parkeringspladsen ved Grenen Kunstmuseum (og restaurant De 2 Have) og Grenens yderste spids. Stedet er kendt som Danmarks nordligste punkt, men idet 
Skagens Oddes nordkyst mod slut bøjer mod sydøst, passer dette ikke: Det nordligste punkt ligger på Nordstrand ca. 2,5  km vestnordvest for Grenen og ca. 700 meter nordligere end Grenen.
Området er det sted i Danmark, hvor der årligt iagttages flest fuglearter - også samlet set, historisk. Rovfugle flokkes her i træktiden om foråret. Stedet er Nordeuropas bedste observationssted for rovfugle under forårstrækket. Rovfuglene er svæveflyvere, der udnytter opvinde, der kun dannes over land. De krydser derfor helst ikke store strækninger af åbent vand, og fuglene, der kommer sydfra, bliver derfor ledt langs kysterne hele vejen op til odden, hvor de flokkes før de krydser Kattegat de 65 kilometer over til Bohuslän i Sverige, på vej op mod ynglepladserne nordøstpå.[kilde mangler]
Der ses flest rovfugle på odden, når vinden er i sydøst. Ved vestenvind bliver fuglene presset længere østpå, og vælger da en rute over Fyn og Sjælland i stedet.[kilde mangler] Hvert for- og efterår ringmærkes tusindvis af småfugle for Zoologisk Museum i København i buske på Grenen.[kilde mangler]
Grenen er også et af de bedste steder i Danmark for at se havpattedyr. Næsten dagligt ses marsvin og spættede sæler, og på næsten alle årstider kan man med held se en enkelt gråsæl eller to. Gennem årene er flere hvalarter set på Grenen af fuglekiggere med deres teleskoper, men der kan gå flere år imellem: Oftest har det været delfinen hvidnæse, men der er også flere fund af spækhuggere, almindelige delfiner, vågehvaler og endog enkeltfund af sælarterne klapmyds og hvalros.[kilde mangler]
I  1940 blev 262 hektar af Grenen fredet, og i 2007 blev yderligere  670 hektar og et havområde omkring  på 1.000 hektar fredet. 